# ニューカレドニア・ラグーン水族館
ニューカレドニア・ラグーン水族館（-すいぞくかん、Aquarium des Lagons Nouvelle Caledonie）はニューカレドニアのヌメアにある水族館。
1956年に生物学者レネ・カタラとその妻であるイーダ・シュトゥッキによって創設されている。2007年8月に終了したリニューアル工事により敷地は5倍の大きさに拡大されている。
水槽中の海水は近くのラグーンから海水を循環ポンプでとりいれている。
日本の三重県にある鳥羽水族館と姉妹館提携を結んでいる。